# Tretorn Sweden

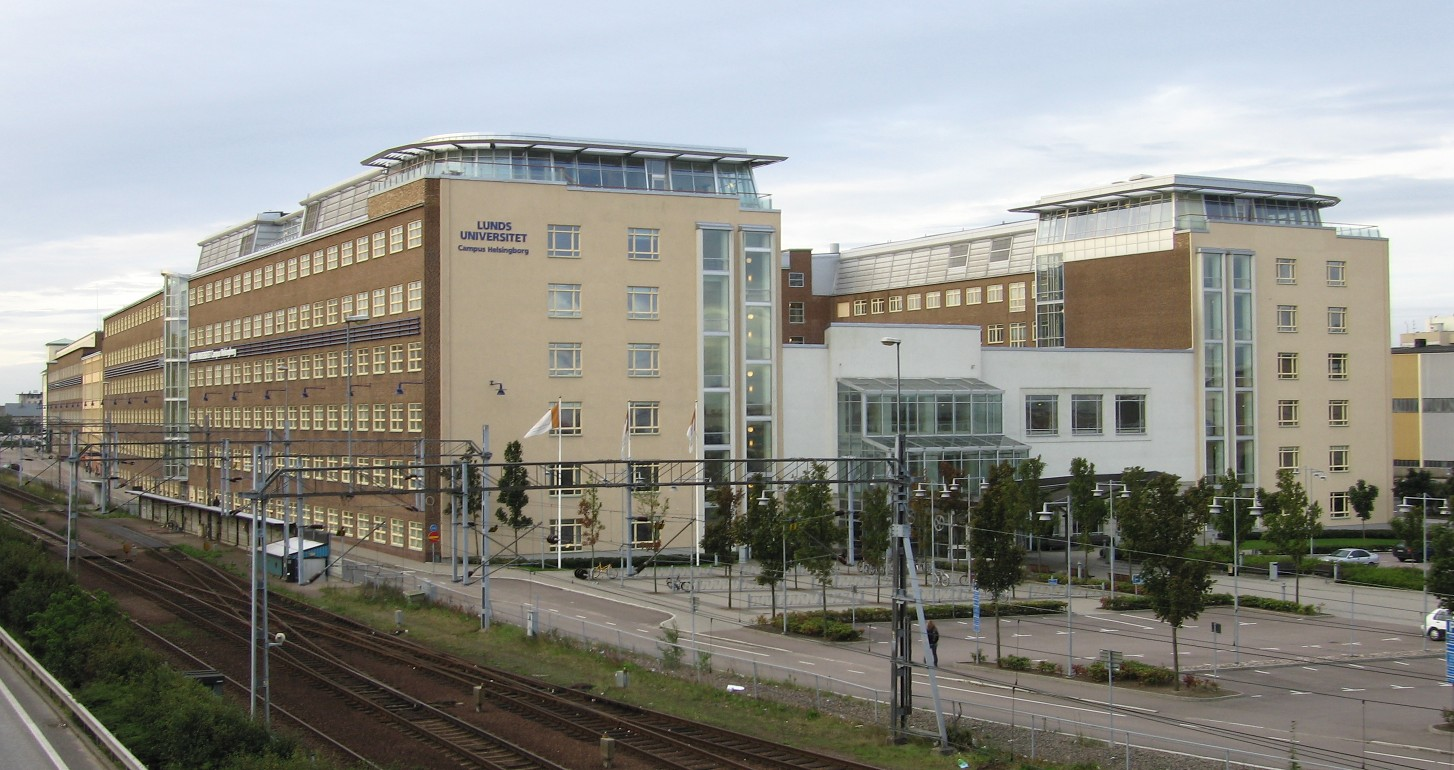
Das ehemalige Produktionsgebäude des Unternehmens in Helsingborg beherbergt heute den „Campus Helsingborg“ der Universität Lund und Büros verschiedener Unternehmen wie zum Beispiel der IKEA IT AB.

Tretorn Sweden AB ist ein schwedischer Hersteller von Gummistiefeln, Sport- und Freizeitschuhen, Sicherheitsschuhen und Tennisbällen. Die Geschichte des in Helsingborg ansässigen Unternehmens geht bis in das Jahr 1891 zurück, als Helsingborgs Gummifabriks AB von Petter Olsson und Johan Dunker gegründet wurde. 100 Jahre später, im Jahr 1991, wurde die Produktion in Helsingborg eingestellt.
Zum 1. Juli 2001 übernahm die deutsche Puma AG Tretorn. 2015 stieß Puma die Marke Tretorn für eine ungenannte Summe an die New Yorker Markenagentur Authentic Brands Group ab.
Im Wirtschaftsjahr 2012/13 buchte das Unternehmen einen Umsatz von 18,7 Millionen Euro nach 22,8 Millionen Euro in der Vorjahresperiode.